# 东山彝族乡 (祥云县)
东山彝族乡是中华人民共和国云南省大理白族自治州祥云县下辖的一个民族乡。2021年全乡总人口10,008人，少数民族占总人口的98.9%，其中彝族占85.91%。

## 行政区划
东山彝族乡下辖以下村级行政区划单位：
大古者村、干海村、新朗村、妙姑村、新民村、余食朗村、外居苴村和小庄子村。